# Copa del Mediterráneo 1990
La Copa del Mediterráneo 1990 fue la primera edición de la Copa del Mediterráneo disputada en el estadio Luigi Ferraris, en Génova, Italia. En dicha edición participaron cuatro clubes de fútbol, siendo Genoa CFC el anfitrión y los invitados de aquella edición el Atlético de Madrid, Olympique de Marsella y Torino Football Club. El ganador de aquella edición fue el Torino FC, ganándole al local por 0:2 y empatando por 2:2 contra el Atlético de Madrid.

## Organización

### Formato de competición
Los cuatro clubes participantes se ubican en un único grupo. Cada equipo disputa solamente dos partidos. De esta manera, no todos los equipos se llegan a enfrentar como en el sistema de todos contra todos. Dependiendo del resultado del partido, el ganador recibe 2 puntos, un punto para cada quien en caso de empate, y cero puntos al perdedor. Gana el equipo que quede primero en el grupo.

### Sede
| Ciudad | Estadio                | Capacidad |
| ------ | ---------------------- | --------- |
| Génova | Estadio Luigi Ferraris | 36.599    |

## Equipos participantes
| Equipos participantes | Equipos participantes |
| --------------------- | --------------------- |
| Atlético de Madrid    | Genoa CFC             |
| Olympique de Marsella | Torino Football Club  |

## Resultados
| Equipo                | Pts | PJ | PG | PE | PP | GF | GC | Dif |
| --------------------- | --- | -- | -- | -- | -- | -- | -- | --- |
| Torino FC             | 3   | 2  | 1  | 1  | 0  | 4  | 2  | +2  |
| Olympique de Marsella | 2   | 2  | 0  | 2  | 0  | 4  | 4  | 0   |
| Atlético de Madrid    | 2   | 2  | 0  | 2  | 0  | 3  | 3  | 0   |
| Genoa CFC             | 1   | 2  | 0  | 1  | 1  | 3  | 5  | -2  |

| 13 de agosto de 1990 | Genoa CFC | 0:2 (0:1) | Torino FC               | Estadio Luigi Ferraris, Génova |  |
|                      |           | Reporte   | Škoro 22' · Lentini 88' |                                |  |

| 13 de agosto de 1990 | Atlético de Madrid | 1:1 (0:1) | Olympique de Marsella | Estadio Luigi Ferraris, Génova |  |
|                      | Gómez 59'          | Reporte   | Vercruysse 32'        |                                |  |

| 14 de agosto de 1990 | Genoa CFC                       | 3:3     | Olympique de Marsella           | Estadio Luigi Ferraris, Génova |  |
|                      | Skuhravý 6', 87' · Aguilera 25' | Reporte | Vercruysse 3' · Waddle 48' · ?' |                                |  |

| 14 de agosto de 1990 | Torino FC                 | 2:2 (0:0) | Atlético de Madrid        | Estadio Luigi Ferraris, Génova |  |
|                      | Policano 47' · Romano 71' | Reporte   | Baltazar 82' · Manolo 86' |                                |  |

|                               |
|                               |
| Campeón Torino FC 1.er título |

## Estadísticas

### Goleadores
| Jugador                 | Club                  | Goles |
| ----------------------- | --------------------- | ----- |
| Tomáš Skuhravý          | Genoa CFC             | 2     |
| Philippe Vercruysse     | Olympique de Marsella | 2     |
| Baltazar                | Atlético de Madrid    | 1     |
| Pizo Gómez              | Atlético de Madrid    | 1     |
| Manolo Sánchez          | Atlético de Madrid    | 1     |
| Carlos Alberto Aguilera | Genoa CFC             | 1     |
| Chris Waddle            | Olympique de Marsella | 1     |
| Gianluigi Lentini       | Torino FC             | 1     |
| Roberto Policano        | Torino FC             | 1     |
| Francesco Romano        | Torino FC             | 1     |
| Haris Škoro             | Torino FC             | 1     |